# Gonaives (chi bọ cánh cứng)
Gonaives là một chi bọ cánh cứng trong họ Chrysomelidae.
Chi này được miêu tả khoa học năm 1987 bởi Clark.

## Các loài
Chi này gồm các loài:
- Gonaives buenae Clark, 1987